# Carsten Wolf
Carsten Wolf, född den 26 augusti 1964 i Potsdam, Tyskland, är en tysk (tidigare östtysk) före detta tävlingscyklist som tog OS-silver i lagförföljelse vid olympiska sommarspelen 1988 i Seoul.

### Fotnoter
1. ↑  Radweltmeisterschaften (Teil 7)